# Sara Hobolt
Sara Binzer Hobolt (née en 1977) est une politologue danoise, spécialisée dans la politique européenne et le comportement électoral. Elle est titulaire de la chaire Sutherland sur les institutions européennes à la London School of Economics and Political Science,,. 

## Petite enfance et éducation
Sara Hobolt est né en 1977. Elle entreprend des études de troisième cycle en sciences politiques à l'Université de Cambridge, terminant son doctorat en philosophie (PhD) en 2005. Sa thèse de doctorat est intitulée L'Europe en question: le rôle de l'information politique dans les référendums sur l'intégration européenne. À Cambridge, elle était membre du St John's College.

## Récompenses
En juillet 2017, Hobolt est élue membre de la British Academy (FBA), l'académie nationale du Royaume-Uni pour les sciences humaines et sociales. 
En 2011, Hobolt reçoit le prix du meilleur livre publié en 2009 ou 2010 de l'EUSA pour son livre Europe in Question: Referendums on European Integration. En 2012, elle reçoit le prix Nils Klim; ce prix est décerné « à des universitaires nordiques de moins de 35 ans, pour leurs contributions exceptionnelles dans les domaines des arts et lettres, des sciences sociales, du droit ou de la théologie ».

## Œuvres
- Europe in Question : Referendums on European Integration, Oxford, Oxford University Press, 2009[10]
- Blaming Europe? : Responsibility Without Accountability in the European Union, Oxford, Oxford University Press, 2014, avec James Tilley[11]
- Democratic Politics in a European Union Under Stress, Oxford, Oxford University Press, 2015[12]